# Station Jezierzyce Słupskie
Station Jezierzyce Słupskie is een spoorwegstation in de Poolse plaats Jezierzyce-Osiedle.